# 约翰·墨菲
约翰·墨菲（英語：John Murphy，1953年7月19日—），美国男子游泳运动员，主攻自由泳。他曾代表美国参加1972年夏季奥林匹克运动会游泳比赛，获得一枚金牌和一枚铜牌。